# Duce (storia romana)
Dux (al plurale duces) è il termine latino che sta per condottiero o comandante militare (dal verbo ducere, lett. "guidare" o "condurre") e può essere riferito a chiunque comandi truppe, compreso un capotribù.

## Funzione
Il dux romano originariamente era l'uomo che rappresentava il senso di patria sul campo: doveva essere inflessibile di fronte al nemico, ma vicino ai propri uomini in un rapporto "pater - filius". Aveva un'alta esperienza militare, data da numerose esperienze da subordinato, ed era inserito nel cammino del cursus honorum, un percorso segnato da varie cariche della burocrazia romana che conduceva al consolato.
Nel tempo il ruolo del dux divenne più una posizione politica che militare, poiché permetteva di ingraziare con elargizioni e bottini le legioni, che costituivano un rapido mezzo per ottenere il potere. Il primo a sfruttare questa possibilità fu Giulio Cesare che, idolatrato dai suoi uomini, varcò il Rubicone per ottenere il pieno potere a Roma. Augusto, racconta Svetonio:
(Svetonio, Augustus, 31.)
(Svetonio, Augustus, 38.)

## Storia

### Dalla Repubblica all'Impero
Nell'esercito romano era colui che comandava due o più legioni. Poteva essere riferito a un console o a un imperatore, mentre era tipico per i proconsoli delle province. Come governatore, il dux era sia il supremo magistrato civile sia il comandante in capo delle legioni nelle province. Tuttavia, all'epoca del Dominato, questi poteri furono tolti al governatore e dati a un ufficiale di nuova creazione, appunto il dux. Il dux era dunque il supremo capo militare nella provincia, ma il governatore era autorizzato anche a esercitare i poteri del dux. Quando autorizzato, tuttavia, il dux poteva agire in maniera indipendente dal governatore in tutte le questioni di natura militare.

### Cambiamenti nell'uso
A metà del III secolo d.C., il dux aveva acquisito una connotazione più precisa di comandante di un corpo di spedizione, di solito composta da distaccamenti (Vexillationes) da una o più formazioni militari regolari. Tali arruolamenti venivano effettuati per far fronte a complesse situazioni militari, quando la minaccia da respingere sembrava essere oltre le capacità della struttura militare della provincia (cosa che aveva caratterizzato l'esercito romano nell'Alto Impero).
Dal tempo di Gallieno in poi, per più di un secolo, i duces furono esclusivamente Viri Perfectissimi, cioè membri della seconda classe dell'Ordine equestre. Come tali essi avrebbero potuto non sottomettersi ai comandanti delle legioni provinciali, che erano di solito Viri Egregii, cavalieri della terza classe. I duces differivano dai praeses, che erano la suprema magistratura civile così come l'autorità militare all'interno delle loro province in cui la funzione dei primi era puramente militare. Tuttavia l'autorità militare di un dux non era necessariamente limitata ad una sola provincia, e i duces non erano soggetti all'autorità del governatore della provincia in cui operavano.
Alla fine del terzo secolo il termine dux prese ad indicare un alto ufficiale di limitaneii, cioè le truppe di frontiera con il compito di proteggere un'area geografica definita.

### Durante il dominato
Durante il periodo del dominato al dux fu tolto il ruolo di governatore, che fu assegnato ad un nuovo magistrato chiamato sempre dux. Questa era la più alta carica militare all'interno della provincia e comandava le legioni, ma il governatore doveva autorizzare l'uso dei suoi poteri. Però, una volta autorizzato, il dux avrebbe potuto agire indipendentemente dal governatore e occuparsi di tutte le questioni militari.

### Riforma di Diocleziano e Costantino
Con la riforma tetrarchica di Diocleziano, le province furono organizzate in diocesi, ognuna amministrata da un vicario, che era assistito da un dux per le province di frontiera. Quando il vicario chiamava le legioni all'azione, il loro comando spettava al comes sotto il quale era posto anche lo stesso dux  ed i suoi reparti di limitanei. Il Comes era poi posto alle dipendenze del magister militum della sua prefettura del pretorio, sopra il quale c'era solo l'Imperatore. Nella Notitia Dignitatum degli inizi del V secolo sono menzionati:
- 12 duces per l'Oriente, come segue: Dux Libyarum, Dux Thebaidos, Dux Foenicis, Dux Syriae, Dux Palaestinae, Dux Osrhoenae, Dux Mesopotamiae, Dux Arabiae, Dux Armeniae, Dux Scythiae, Dux Moesiae secundae, Dux Moesiae primae, Dux Daciae ripensis;
- 11 duces per l'Occidente, come segue: Dux limitis Mauretaniae Caesariensis, Dux limites Tripolitani, Dux Pannoniae secundae, Dux Valeriae ripensis, Dux Pannoniae primae et Norici ripensis, Dux Raetiae primae et secundae, Dux Sequanicae, Dux tractus Armoricani et Neruicani, Dux Belgicae secundae, Dux Britanniarum, Dux Mogontiacensis. Negli Agri decumates uno o più Dux riunivano in sé tutte le funzioni civili e militari e avevano sotto di se dei Tribuni militum (anche detti Comites) con più limitate competenze territoriali ma con analoga commistione di funzioni civili e militari. Questa organizzazione specifica degli Agri decumates romani del tardo impero fu in seguito replicata in Italia dall'Impero Romano d'Oriente allorquando, con Giustiniano, si riconquistò l'Italia, e seppur con variazioni, fu all'origine della successiva ripartizione proto-feudale nel Regno dei Franchi in ducati e contee e marchesati e contee.

### Impero bizantino
Con la nascita dell'Impero bizantino, la forma dux fu ellenizzata in δουξ. Verso la metà del VII secolo vennero a concentrarsi nelle mani delle figure che venivano definite "duces", poteri giudiziari e civili, oltre a quelli militari. Alla fine del X secolo e all'inizio dell'XI, un doux, o catapano, si occupava di grandi circoscrizioni, comprensive di vari themata più piccoli e dei reggimenti professionali (tagmata) dell'esercito bizantino. Nel periodo comneno, il titolo di doux sostituì del tutto lo stratego al comando di un thema. Per quanto riguarda la marina bizantina, i doukes della flotta appaiono nel 1070, e la carica di megas doux ("Granduca") venne istituita nel 1090 per designare il comandante in capo di tutta la marina. La figura del dux conobbe vasta diffusione all'interno di vari Regni romano-barbarici.

## Usi successivi
Re Artù, nelle sue prime apparizioni letterarie (precisamente in Historia Brittonum e Annales Cambriae), è descritto come dux bellorum (delle guerre) tra i re dei Romano-Britanni nelle guerre contro gli Anglosassoni.
Una cronaca del monastero di San Martino a Colonia afferma che questo era stato saccheggiato dai Sassoni nel 778, ma che era stato ricostruito da un certo "Olgerus, dux Daniæ" (che potrebbe essere stata la figura storica intorno alla quale si è formato il mito di Ogier il Danese), con l'aiuto di Carlo Magno.
Dux contiene anche la radice di vari alti titoli nobiliari del periodo feudale, come il duc francese, il duke inglese, il duque spagnolo e portoghese, il doge genovese e veneziano, il duca e il duce italiani, i moderni doùkas greci (δούκας) e duka albanesi.
Il dittatore fascista italiano Benito Mussolini utilizzò il titolo di dux (duce in italiano) per rappresentare la sua carica. Un motto fascista era "DVX MEA LVX", in lettere latine  significa "Duce mia luce".